# Fiorello Provera
Fiorello Provera (Vigevano, 31 marzo 1946) è un politico italiano, dal 2009 al 2014 deputato europeo della Lega Nord.

## Biografia
Esponente della Lega Nord, è stato deputato nella XI e nella XII legislatura e senatore nella XIII e XIV. Alle elezioni provinciali del 2004 è stato eletto al primo turno presidente della provincia di Sondrio, superando al turno di ballottaggio il presidente uscente Eugenio Tarabini (sostenuto dai Popolari Retici, da Forza Italia e da AN). Pertanto la Provincia di Sondrio è stata governata dal 2004 al 2009 da una coalizione formata dalla Lega Nord Padania (che esprimeva la metà dei consiglieri provinciali, 12 su 24) e dal Movimento localista padano-alpino "Provincia Unita - Valtellina e Valchiavenna".
Scaduto il mandato amministrativo si candida con la Lega Nord alle elezioni europee del 6 e 7 giugno 2009, risultando eletto con 17.857 preferenze. Al Parlamento europeo ricopre la carica di vicepresidente della Commissione per gli Affari Esteri, è membro supplente della Commissione per l'industria, la ricerca e l'energia, della delegazione per le relazioni con Israele e della Sottocommissione per la sicurezza e la difesa, è inoltre membro delle delegazioni parlamentari per le relazioni con gli Stati Uniti e con la Repubblica Popolare Cinese. Resta in carica fino al 2014.
Il 4 dicembre 2011 viene nominato Presidente della Commissione Europa-Esteri del leghista "Parlamento della Padania".
Alle elezioni amministrative del 2018 si candida come sindaco di Sondrio, sostenuto da una compagine di liste civiche "Provera per Sondrio", "Crescere con Sondrio", "Sondrio 4.0" e "Noi per Sondrio". Otterrà il 14,1%, rimanendo escluso dal ballottaggio ma garantendo comunque alla sua coalizione tre seggi in consiglio comunale.